# 乙硫磷
乙硫磷（化学式：C9H22O4P2S4），白色至琥珀色油状液体。易溶于丙酮、甲醇、乙醇、二甲苯，微溶于水。遇酸、碱时分解，加热时加速分解，150℃以上迅速分解；在空气中会缓慢氧化；无腐蚀性。是有机磷杀虫、杀螨剂。可用于防治棉花、水稻、果树作物上的害虫和害螨，也可用于拌种，防治蛴螬、蝼蛄等地下害虫。乙硫磷能影响神经中的乙酰胆碱酯酶，并阻止其正常工作。乙硫磷是基于数据被工业生物测试实验室批准使用的许多物质之一,这促使联合国粮农组织和世界卫生组织于1982年要求其再分析。